# Мігахаківула (підрозділ окружного секретаріату)
Підрозділ окружного секретаріату Мігахаківула — підрозділ окружного секретаріату округу Бадулла, провінції Ува, Шрі-Ланка. Складається з 20 Грама Ніладхарі.